# Pratt & Whitney J52
Pour les articles homonymes, voir J52.

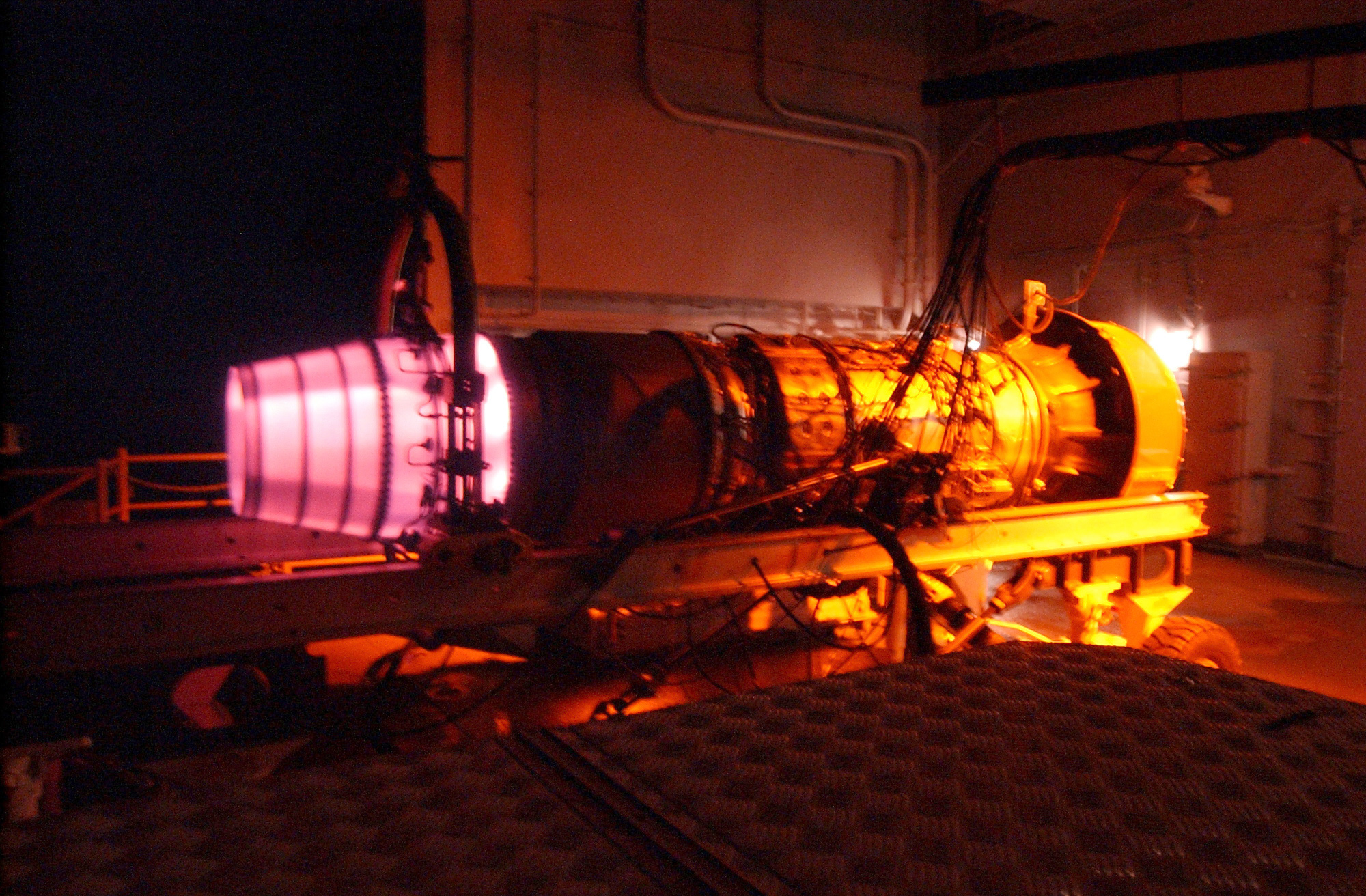
Chaud devant ! Le J52 d'un EA-6B Prowler rougit pendant des essais à pleine puissance dans la cellule de tests de lAviation Intermediate Maintenance Department (AIMD), à bord de l'. (Océan Pacifique, 2004)

Le Pratt & Whitney J52, désigné par la compagnie JT8A, est un turboréacteur à flux axial de la société américaine Pratt & Whitney, conçu initialement pour l'US Navy, et de la classe des 40 kN de poussée. Il a équipé l'A-6 Intruder et l'AGM-28 Hound Dog, et équipe encore de nos jours certaines versions de l'A-4 Skyhawk et de l'EA-6B Prowler. Il a également servi de base pour la conception du Pratt & Whitney JT8D, un turboréacteur à faible taux de dilution civil ayant eu beaucoup de succès.

## Conception et développement
Le J52 fut développé au milieu des années 1950 comme un dérivé à taille réduite du J57/JT3A, pour la Navy. Il devait initialement équiper l'A4D-3 Skyhawk, une version à l'avionique évoluée qui fut finalement abandonnée en 1957. Après cet échec, le moteur fut sélectionné par l'US Air Force pour propulser le missile de croisière AGM-28 Hound Dog. Le moteur avait été conçu pour cette utilisation avec des caractéristiques assez particulières, comme un carénage central conique dans l'entrée d'air et une section centrale variable dans la tuyère. Puis, en 1958, L’US Navy sélectionna ce moteur pour propulser ce qui allait devenir l'A-6 Intruder.
La version J52-P-6, conçue pour l'YA2F-1 (YA-6A) Intruder, disposait d'une tuyère particulière, qui pouvait être orientée de 23° vers le bas pour donner des capacités de décollage court à l'avion, mais cette caractéristique ne fut pas conservée pour la version de série finale. Puis, finalement la roue tourna pour le J52, puisqu'il fut enfin choisi pour équiper une version de l'A-4, l'A4-D5, et demeurant ensuite utilisé sur tous les nouveaux avions produits.
Toutes version confondues, le J52 a été produit à 4 567 exemplaires.

## Caractéristiques
Développé à partir du Pratt & Whitney J57, le J52 est un turboréacteur à simple flux mais possédant deux corps, aussi désigné twin-spool en anglais. Le compresseur axial, comprenant en tout 12 étages, est ainsi séparé en deux ensembles indépendants, chacun entraîné par un étage de turbine coaxial séparé. Le compresseur basse-pression est à 5 étages et le compresseur haute-pression est à 7 étages. Entre ces compresseurs et les deux turbines se situent neuf tubes à flamme, eux-mêmes contenus à l'intérieur d'une chambre annulaire unique. Ce dispositif est désigné « cannular combustor », contraction des mots anglais « can » (de « flame-can », « boîte à flamme »), et « annular » (qui signifie « annulaire » en anglais). Cet arrangement de la chambre de combustion est habituellement une caractéristique très commune des moteurs produits par la compagnie Rolls-Royce Limited dans les années 1960.
Pour le démarrage du moteur, toutes les versions de l'A-4 Skyhawk, à l'exception de la version A-4M, nécessitaient un chariot externe spécialisé. Seul l'A-4M disposait de son propre démarreur intégré et ne nécessitait que quelques accessoires pour se lancer. Les premières versions A, B et C nécessitaient aussi qu'un arbre d'entraînement soit engrené dans une prise spéciale, dont l'orifice se situait à la base et au niveau du bord de fuite de l'aile droite, afin de brasser une première fois le moteur avant que le carburant et l'air comprimé ne soient injectés à l'intérieur. Cet orifice portait le surnom de « hell hole » (« trou de l'enfer ») et contenait un boîtier d'engrenages. À partir de la version E, ce système d'entraînement n'était plus nécessaire, et la prise d'air sous pression du groupe de démarrage pouvait être directement raccordée au compresseur du moteur pour le lancer. Ce groupe de démarrage avait la forme d'un gros réservoir largable et contenait la turbine à gaz qui produisait l'air sous pression nécessaire au démarrage. Il pouvait d'ailleurs être emporté sous l'avion en vol. Lorsque c'était le cas, l'avion n'était autorisé à apponter sur un porte-avions qui si ce groupe de démarrage mobile était emporté sous le pylône d'emport – central – de fuselage.

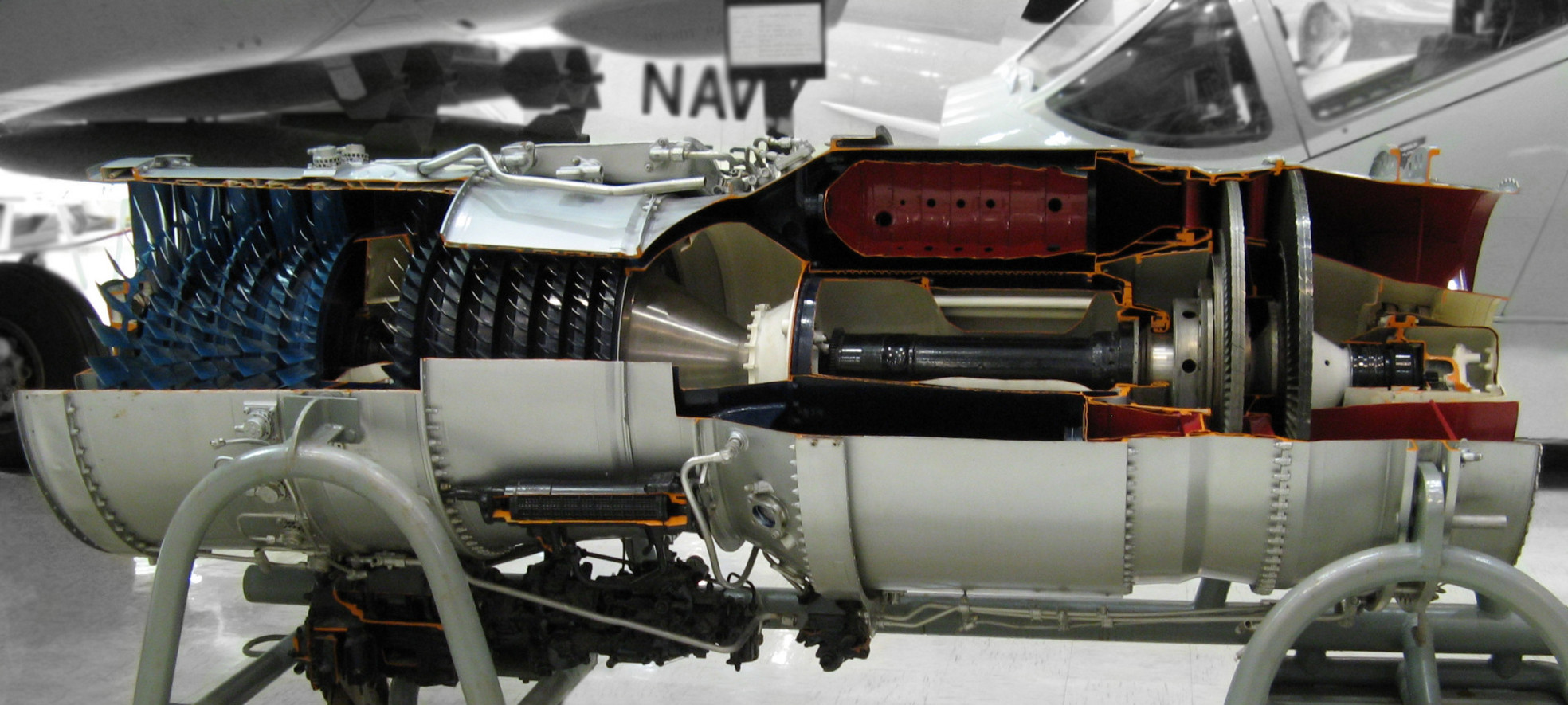
Un J52 vu en coupe, laissant entrevoir en détail ses deux corps séparés. La partie bleue à gauche est le compresseur basse pression, à droite se trouve la partie échappement et ses turbines.

## Versions

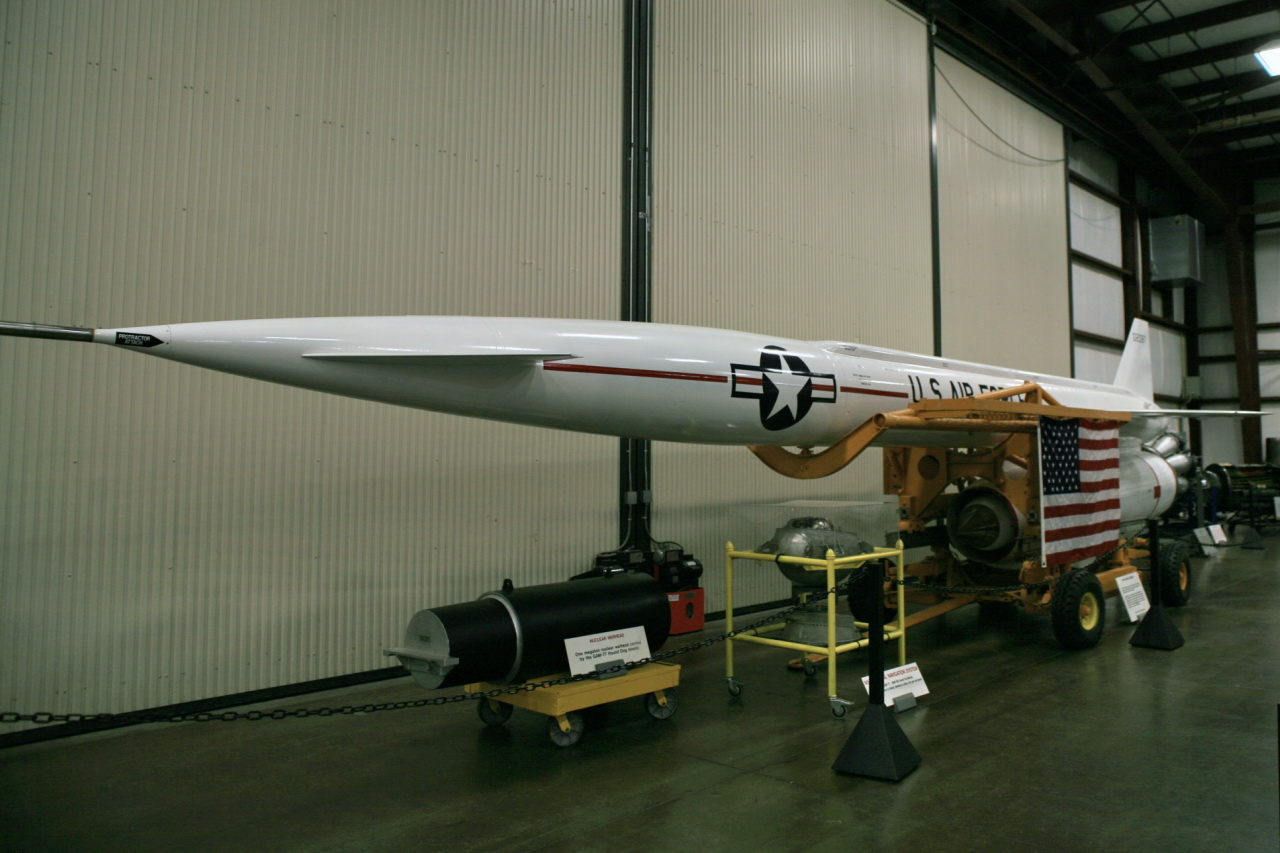
Le missile de croisière à charge nucléaire AGM-28 Hound Dog, propulsé par le J52-P-3.

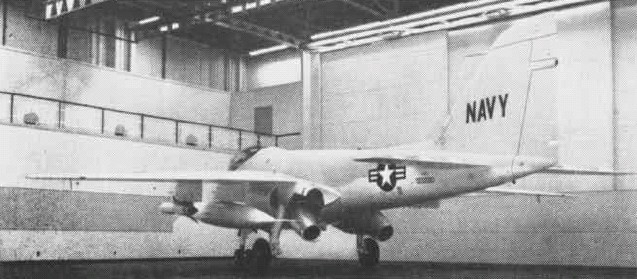
Un des huit prototypes Grumman YA2F-1 Intruder, exposant son système de tuyères pivotantes original, mais non conservé pour les appareils de production.

- J52-P-3 : Version employée dans le missile AGM-28 Hound Dog, il produisait 33 kN de poussée. La conception de cette version P-3 comprenait une entrée d'air à section variable, afin d'adapter idéalement l'efficacité du moteur aux diverses altitudes que devait atteindre le missile pendant son vol.[6] ;
- J52-P-6 : Version employée par l'A-6A, ce moteur produisait 38 kN de poussée et disposait de tuyères pouvant être inclinées de 23° vers le bas, pour donner à l'avion des capacités de décollage court ;
- J52-P6A : Version installée sur les A-4E et TA-4J Skyhawk, ainsi que sur les premiers exemplaires de l'EA-6B Prowler. Elle produisait 38 kN de poussée ;
- J52-P-8A/B : Version utilisée par les A-4F/G/H/K, TA-4E/F/G/H, A-6E et EA-6B, ce moteur produisait une poussée de 41 kN ;
- J52-P-408 : Version utilisée par les A-4M/N, TA-4KU et EA-6B, ce moteur disposait d'étages intermédiaires de compresseur (stators) à géométrie variable (VIGV : Variable Inlet Guide Vanes), de turbines refroidies par air, et produisait une poussée de 50 kN[5]. Il est toujours utilisé par Israël, l'Argentine, le Brésil et l'Indonésie ;
- J52-P-409 : Aussi connu sous la désignation PW1212, cette version du moteur développe une poussée de 53 kN. Il s'agit d'un dérivé du J52-P-408 doté d'une turbine basse-pression améliorée et disposant d'une plus grande capacité d'accélération, qui fut conçu pour l'EA-6B et fut également proposé comme une évolution pour l'A-4. Le J52-P-409 fut également proposé comme une alternative peu coûteuse pour faire évoluer l'A-6E au lieu de produire l'A-6F Intruder II[7], mais il ne fut pas commandé. Le P-409 fut aussi proposé pour équiper l'EA-6B ADVCAP[8], mais ce programme fut lui-aussi abandonné, après que seulement trois prototypes aient été construits et testés en vol. Le P-409 aurait été disponible comme moteur nouveau ou comme simple kit de mise à jour des P-408 existants, mais ne fut jamais commandé en quantités suffisantes[9],[10] ;
- PW1216 : Version à postcombustion dérivée du J52-P409, proposée pour le projet Sabre II (en) de Grumman (qui deviendra finalement le JF-17 Thunder). La postcombustion, conçue en Chine, aurait augmenté la poussée du moteur à 71 kN[11] ;
- JT8A : Désignation de la compagnie des premières versions du J52 ;
- JT8B-1 : Désignation de la compagnie pour le J52-P-6.

## Applications
- AGM-28 Hound Dog : Le J-52-P-3, au contraire du J52 que l'on trouve dans le Skyhawk ou l'Intruder, était optimisé pour fonctionner à sa pleine puissance pendant tout le vol du missile. Pour cette raison, la durée de vie du moteur était de six heures au maximum[12] ;
- Dassault Super Mystère B2 israélien après remotorisation
- Douglas A-4 Skyhawk
- Grumman A-6 Intruder
- Lockheed Martin A-4AR Fightinghawk
- Northrop Grumman EA-6B Prowler
- LIMRV (en) : Le 14 août 1974, le LIMRV établit un record du monde de vitesse à 411,5 km/h[13].